# أندري كوبيتسا
أندري كوبيتسا (بالبولندية: Andrzej Kubica) (مواليد 7 يوليو 1972)، هو لاعب كرة قدم سابق كان يلعب كمهاجم.

## وصلات خارجية
- أندري كوبيتسا على موقع رابطة كرة القدم اليابانية للمحترفين (اليابانية)
- أندري كوبيتسا على موقع رابطة كرة القدم الفرنسية للمحترفين (الإنجليزية)
- أندري كوبيتسا على موقع قاعدة بيانات كرة القدم.إي يو (الإنجليزية)
- أندري كوبيتسا على موقع Soccerway.com (الإنجليزية)
- أندري كوبيتسا على موقع عالم كرة القدم.نت (الإنجليزية)